# Гольшанський замок

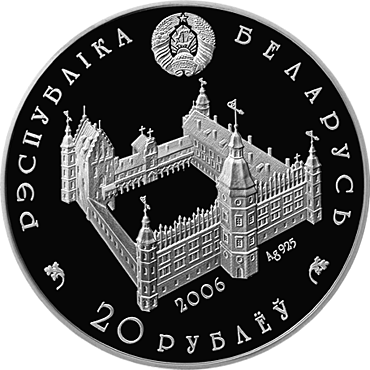
Зображення Гольшанського замку на пам'ятній монеті Нацбанку Білорусі

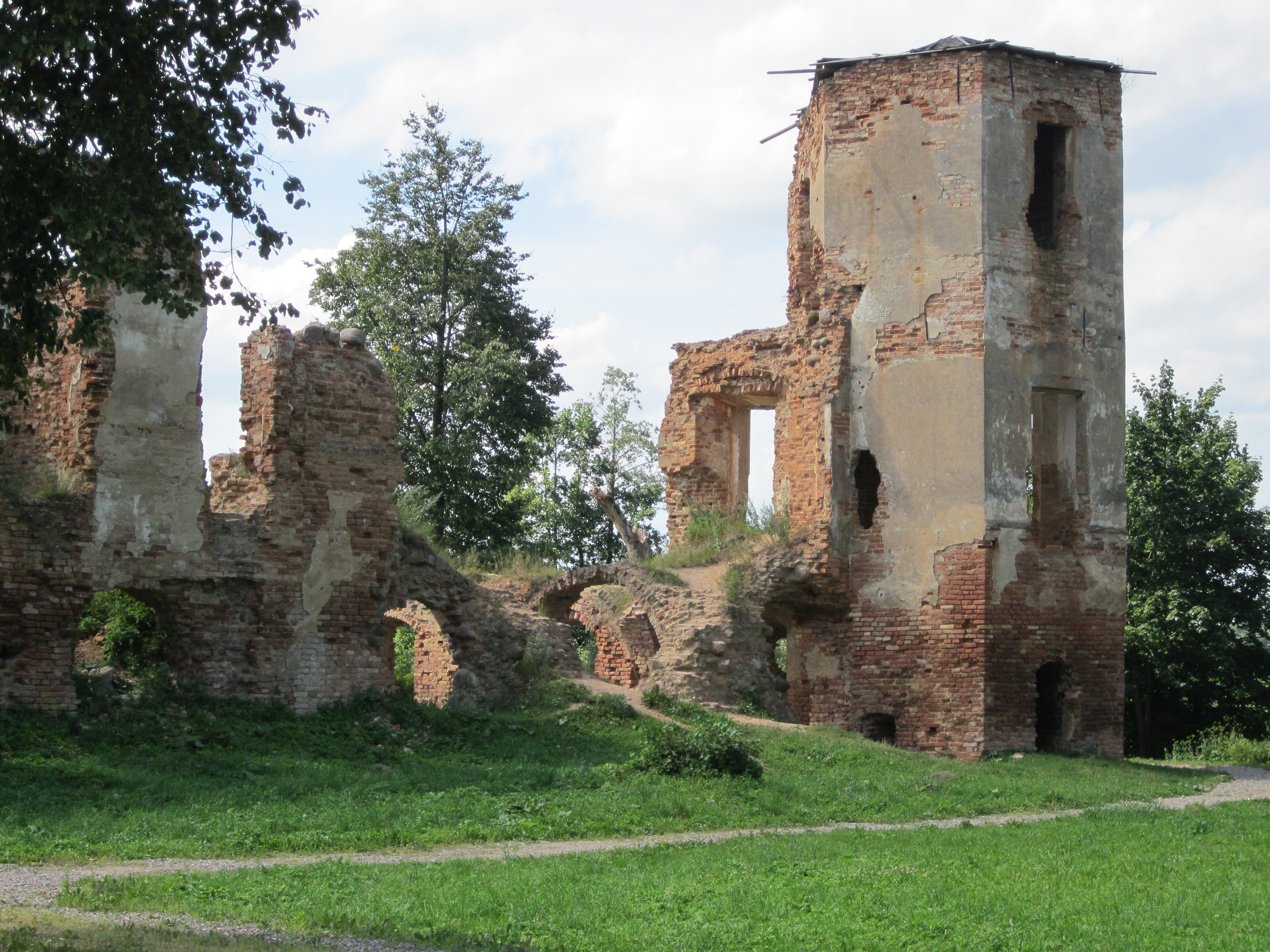
Руїни замку

Гольшанський замок (біл. Гальшанскі замак) — замок в містечку Гольшани (Гродненська область, Білорусь) з червоної цегли. Замок побудований в першій половині XVII ст. як резиденція підканцлера Великого князівства Литовського Павла Стефана Сапеги. Руїни замку, які сильно поруйновані часом, доруйновані під час радянської влади. Фрагменти стін і вежи збереглися до сьогодні. Гольшанський замок оспіваний білоруським письменником Володимиром Короткевичем як «Чорний замок Ольшанський».

## Історія
Поселення Гольшани з дерев'яним замком вперше з'являється у літописах у ХІІІ столітті. Дерев'яний замок був зведений князем Гольшею. Його нащадки — князі Гольшанські — володіли замком до 1525 року. Після одруження княжни Олени Гольшанської із Павлом Сапігою Гольшанський замок перейшов у володіння родини Сапіг.
Кам'яний замок у Гольшанах був зведений у першій половині XVII століття. Форма замку — прямокутна, розмірами 88,6×95,6 м. Однак замок, на відміну від архітектурних замкових традицій XVI століття, був більше призначений для проживання, ніж для оборони. У шестикутних замкових вежах, розміщувалися житлові та господарські приміщення. Хоча вежі не втратили свого оборонного призначення, до оборони були більш залучені земляні вали, розміщені навколо замку.
В'їзна брама розміщувалася по центру північно-східного фасаду, який з цього боку виділяється монументальною простотою. Стіни замку мали фігурну кладку з ліпниною, були розчленовані великими вікнами. На рівні другого поверху північно-східного корпусу з боку двору проходила відкрита галерея. Під замком розміщувалися великі підвали. Інтер'єри були багато оброблені, стіни прикрашені живописом. Значну декоративну роль відігравали кахельні печі, ліпнина по стелі і камінів, а також підлога з керамічних теракотових і глазурових зелених і коричневих хресто-, зореподібних, прямокутних і квадратних плиток. У замку також була проведена унікальна система опалення, водопровід і каналізація.
Багатства Сапіг вистачило навіть на три штучні озера, дно яких викладено плиткою. Сапіги зібрали унікальну бібліотеку, колекцію картин і зброї. Навпроти замкової брами перебувала невелика каплиця, вбудована в житловий корпус.
Композиція зовнішнього фасаду Гольшанського замку нагадує сучасні йому голландські замки під Антверпеном. Така схожість пояснюється тим, що Білорусь відчувала сильний вплив голландсько-фламандської архітектури.
Замок був неодноразово зруйнований і зазнав значних перебудов, що значно змінило його зовнішній вигляд (втрачено галереї, декоративне оформлення стін, прибудовані до північно-західного і південно-східного корпусів дві п'ятигранні вежі). В результаті археологічних досліджень в 1981—1983 роках виявлені 3 етапи будівництва різних часів, що відрізняються характером цегли, вапняного розчину і технікою кладки.
Після XVII століття Гольшанський замок входив до володінь різних магнатів. До початку Першої світової війни у замку ще проживали його власники. Після Другої світової війни залишки житлових приміщень були остаточно розібрані для побудови місцевого колгоспу та будинку культури.